# 莎拉·瓦根克內希特聯盟—理性和公正
莎拉·瓦根克內希特聯盟—理性和公正（德語：Bündnis Sahra Wagenknecht – Vernunft und Gerechtigkeit），简称瓦盟（BSW），是德國的一个左翼保守主义政黨，成立於2024年1月8日。该党的前身是2023年9月26日成立的同名註冊協會。
瓦盟成立之初，其支持率稳定5%联邦议会门槛以上，但在2025年德国大选前支持率滑落，最终得到了4.97%选票，距离突破5%门槛差仅13000票。因此在新一届联邦议会中没有席位。

## 歷史
|            |  |  |  |                |                |                                  |                |                |                |        |  |  |  |  |  |                         |                         |                         |                         | 德國社會民主黨          |                         |  |  |  |  |  |  |
| 德國共產黨 |  |  |  |                |                |                                  |                |                |                |        |  |  |  |  |  |                         |                         |                         |                         |                         |                         |  |  |  |  |  |  |
|            |  |  |  |                |                |                                  |                |                |                |        |  |  |  |  |  |                         |                         |                         |                         |                         |                         |  |  |  |  |  |  |
|            |  |  |  |                |                |                                  |                |                |                |        |  |  |  |  |  |                         |                         |                         |                         |                         |                         |  |  |  |  |  |  |
|            |  |  |  | 德國統一社會黨 |                |                                  |                |                |                |        |  |  |  |  |  |                         |                         |                         |                         |                         |                         |  |  |  |  |  |  |
|            |  |  |  |                |                |                                  |                |                |                |        |  |  |  |  |  |                         |                         |                         |                         |                         |                         |  |  |  |  |  |  |
|            |  |  |  | 民主社會主義黨 | 民主社會主義黨 | 民主社會主義黨                   | 民主社會主義黨 | 民主社會主義黨 | 民主社會主義黨 |        |  |  |  |  |  | 勞動和社會公正—選舉替代 | 勞動和社會公正—選舉替代 | 勞動和社會公正—選舉替代 | 勞動和社會公正—選舉替代 | 勞動和社會公正—選舉替代 | 勞動和社會公正—選舉替代 |  |  |  |  |  |  |
|            |  |  |  | 民主社會主義黨 | 民主社會主義黨 | 民主社會主義黨                   | 民主社會主義黨 | 民主社會主義黨 | 民主社會主義黨 |        |  |  |  |  |  | 勞動和社會公正—選舉替代 | 勞動和社會公正—選舉替代 | 勞動和社會公正—選舉替代 | 勞動和社會公正—選舉替代 | 勞動和社會公正—選舉替代 | 勞動和社會公正—選舉替代 |  |  |  |  |  |  |
|            |  |  |  |                |                |                                  |                |                |                |        |  |  |  |  |  |                         |                         |                         |                         |                         |                         |  |  |  |  |  |  |
|            |  |  |  |                |                |                                  |                |                |                | 左翼黨 |  |  |  |  |  |                         |                         |                         |                         |                         |                         |  |  |  |  |  |  |
|            |  |  |  |                |                |                                  |                |                |                |        |  |  |  |  |  |                         |                         |                         |                         |                         |                         |  |  |  |  |  |  |
|            |  |  |  |                |                | 莎拉·瓦根克内希特联盟—理性和公正 |                |                |                |        |  |  |  |  |  |                         |                         |                         |                         |                         |                         |  |  |  |  |  |  |
|            |  |  |  |                |                |                                  |                |                |                |        |  |  |  |  |  |                         |                         |                         |                         |                         |                         |  |  |  |  |  |  |
|            |  |  |  |                |                |                                  |                |                |                |        |  |  |  |  |  |                         |                         |                         |                         |                         |                         |  |  |  |  |  |  |

2024年1月8日，瓦根克內希特聯盟正式成立，並同日公佈該黨於2024年歐洲議會選舉的首席候選人。
2024年1月27日，聯盟召開首次大會，並選出執行委員會、通過該年歐洲議會選舉政綱草稿。

## 意识形态和纲领

### 学术和媒体描述
瓦根克内希特联盟被描述为民粹主义、社会主义、经济社会主义、反资本主义、左翼保守主义、文化保守主义、社会保守主义、反移民、左翼民粹主义、左翼民族主义、欧洲怀疑主义。多被描述为左翼保守主义是因为该党在经济上持左翼至极左翼立场，而在某些社会文化议题上采取保守主义立场。 沃特曼认为这种立场在反建制和右翼倾向的选民中颇受欢迎。根据沃德瑞斯、马奇和皮蒂拉斯在《英国政治与国际关系杂志》发表的研究，瓦根克内希特联盟被归类为欧洲激进左翼的一部分，该党源于左翼党内部由瓦根克内希特领导的“改革共产主义者”派别，该派别与民主社会主义多数派存在冲突。
对于将该党描述为“极右翼”或“社会右翼”的说法，政治学家索斯藤·法斯指出，瓦根克内希特即使在左翼党内，仍然是一位具有左翼特征的政治家。他评论说：“我对此会保持一些谨慎，因为这显然是一个左翼计划。这绝不是一个代表右翼立场的政治家。” 艾科·瓦格纳将瓦根克内希特联盟描述为一个“社会经济左翼和社会文化右翼的政党”，并将其归类为左翼威权主义。索斯藤·霍尔茨霍伊泽将该党归类为“融合型”，认为该党并非传统的左翼或社会主义政党，而是代表了一些社会民主主义、保守主义甚至秩序自由主义的立场。但是哈友·冯克反对将瓦根克内希特联盟归类为“融合型”或“右翼”，认为该党“务实、社会和经济上倾向左翼，并且注重和平政策”。冯克还质疑“左翼保守派”这一标签，认为该党在移民问题上做限制的保守立场反映了“现有民主党派的共识”。
抛开左右翼的分类，历史学家伊科·萨沙·科瓦尔奇克提到瓦根克内希特联盟的威权国家思想。瓦根克内希特的共产主义政治背景决定了该党的基本政治理念和目标，这些理念是反民主的。科瓦尔奇克写道，瓦根克内希特联盟追求一个强大、威权的国家，“控制、照顾并统一社会”，这吸引了东德地区那些政治理念受民主德国影响和支持“强大国家”的人群。
在左右翼政治光谱中，该党被普遍认为是一个极左翼政党。它也被描述为硬左翼。一些人认为该党是左翼，另一些人则认为该党在社会文化议题（如移民）上持保守立场；这种立场组合被用来与荷兰社会党和希腊共产党等旧左翼政党进行比较。贝尔法斯特女王大学政治学讲师萨拉·瓦格纳研究了瓦根克内希特的政治崛起，她说：“我们无法确切地知道有多少人认同左翼保守主义价值观。但我们可以说这是重要的群体。我们以前从未在德国政党中见过这种组合。”基民盟的卡斯滕·林内曼称瓦根克内希特为“左翼和右翼极端主义者”以及“共产主义者”。《卫报》将该党描述为“结合左翼和右翼政策[...]其竞选主张包括提高养老金和最低工资，同时限制气候保护措施并加强庇护规定”。

### 政策和政治立场
瓦根克内希特联盟的政治立场包括进一步限制移民、推动去全球化、反对绿色政治、结束对乌克兰的军事援助，并寻求通过谈判解决俄乌战争。瓦根克内希特认为自己的党派主要反对联盟90/绿党。在接受《南德意志报》采访时，瓦根克内希特表示，她的党“显然不是右翼”，而是左翼，即“争取更多社会公正、良好的工资、体面的养老金”，并且主张“外交政策应回归缓和的传统，而不是越来越依赖军事手段”。然而，瓦根克内希特没有在新党命名中使用与左翼相关的名称，她说道：“今天很多人将它与完全不同的内容联系起来”，以及与“精英主义的辩论”挂钩，并表示瓦根克内希特联盟将吸引“广泛的潜在选民群体”。瓦根克内希特认为，左翼党已变得过于社会自由主义化，称其为“左翼生活方式”，而非传统的左翼，并指责该党内的进步派人士过于专注于饮食、代词和种族主义的认知，而忽视了贫困和贫富差距日益扩大的问题。
瓦根克内希特联盟支持经济干预主义和更大的社会福利保障，这些将由富人提供资金，资产和遗产应被抽出。瓦根克内希特发布了一份五页的宣言，重点关注桥梁和道路的恶化、手机信号差、网速慢和不堪重负的行政部门等问题。该党声称代表低收入者的利益，支持“以公共福利为导向的政治”，即福利将高于“自私的利益”。瓦根克内希特联盟强烈批评日益严重的社会不公、跨国公司的权力和影响力，以及德国税收体系，认为它是不公平的。该党呼吁国家干预，以应对主导市场的大公司和侵犯权益的“数字垄断者”，如亚马逊、脸书、微软和苹果等，该党认为大公司破坏了民主，必须被解体。该党拒绝市场经济，谴责它是一个导致通货膨胀、财富集中于少数人手中的经济制度，还是一个导致公司获得创纪录红利的制度和“食物周济库前排队的人越来越多”的制度。该党致力于再分配政策，表示“再分配从辛勤工作的人至到上层的1万人”。为此，瓦根克内希特联盟提出了对富人增加税收、解体和去中心化大公司，以及制定反游说法。
该党的经济主张包括脱离资本主义制度、财富再分配和经济干预主义。该党经济政策的核心主题是社会公正，它自称是穷人的捍卫者，提议采取社会措施保护弱势群体。它主张经济应以“共同利益”为导向，倡导公平的工资政策和广泛的社会保障体系。对瓦根克内希特联盟而言，目前财富不平等的主要原因是新自由主义改革和全球化，它们将经济导向低薪的基础服务行业，这些行业成为了大多数工人的职业。这也标志着“知识型社会”的出现，这种社会由精英大学毕业生组成，他们并未经历经济困境。根据瓦根克内希特联盟的说法，市场和竞争不再有效，因为“金融集团”巩固了权力，并将他们的规则强加于社会，从而“摧毁了民主”。该党主张建立一种新的经济体系，在这种体系中，市场将受到严厉限制，过去主导市场的集团将被解体。

#### 文化议题
该党被认为持有一些文化保守主义的立场，例如反对非法移民、反对觉醒文化，对性别包容、包容性语言和跨性别权利持有怀疑态度。该党将其反非法移民立场表述为保护德国福利国家的一种方式，认为福利国家需要社会团结来运作，而大规模的非法移民会破坏这一点。瓦根克内希特表示：“福利国家越强大，就必须有更多的归属感。因为如果人们与那些领取社会福利的人没有任何联系，那么他们最终会拒绝为这些福利买单”。
《时代周报》将瓦根克内希特联盟描述为“高度民粹主义的政党”，并将其意识形态称为“带有保守色彩的左翼民粹主义”。这一评价基于该党在以下方面的立场：对难民和移民问题采取的限制性态度；以民族国家为实际参考点的社会政策；以及一种不回避为威权国家（如普京领导的俄罗斯）辩护的和平主义。同时，该党还拒绝一切觉醒文化和大城市文青主义。
瓦根克内希特认为，支持非法移民是一种“市场自由主义”的立场，而不是左翼立场，她认为：“安格拉·默克尔的基督教民主联盟代表灵活性、经济自由主义、全球化和大量移民，即一种削弱社会凝聚力和有价值的相互联系的政策，这些联系曾经为人们提供安全感和支持。”瓦根克内希特联盟认为，非法移民是剥削性的，因为它对原籍国来说是净损失，视之为“富裕国家从人力资源中获取好处的便捷方式”。同时，瓦根克内希特联盟认为，非法移民降低了德国的生活质量，不仅因为社会福利支出，还因为学校和住房的名额不足。对于瓦根克内希特而言，福利国家基于公民的忠诚和他们缴纳税款的意愿，“如果国家公民与非公民之间不再有任何区别，国家自然也不再有责任以特殊方式保护其人口”。结果是福利和社会支持的消亡。
该党对德国语言中性别包容性修改提出强烈批评。瓦根克内希特认为，虽然每个人“都应该以自己的方式生活”，但德国存在一个问题，即“传统家庭的人不再感受到尊重，而白人、男性和异性恋的群体几乎不得不为此道歉”。她支持在学校和公共机构实施“性别禁令”，以巴伐利亚州长马库斯·泽德通过的法案为例，强制使用传统的德国语法来表示性别。该党还反对放宽法律对于改变性别的规定；瓦根克内希特认为这样的法律“将父母和孩子变成了一个只对制药游说集团有利的意识形态实验对象”。
瓦根克内希特将自己的左翼党派与那些“生活方式左翼”区分开来，这种“左翼”关注身份政治和“道德优越感”，却忽视了蓝领工人和贫困群体。她认为，主流左翼党派已经抛弃了“全球化制度下的失败者”，即那些因移民压力和海外市场竞争处于不利地位的工人。瓦根克内希特认为这种“生活方式左翼”是欧洲右翼民粹主义崛起的主要原因：
左翼自由主义的傲慢滋生了右翼在政治领域的胜利。右翼的攻击越激烈，左翼自由主义者就越觉得自己立场正确。纳粹反对移民？那么，任何批评移民的人都必然是隐秘的纳粹分子……社会民主党和左翼党非但没有拿出吸引多数人的政策，反而帮助了德国选择党取得选举胜利，使其成为领先的“工人政党”。他们也以一种完全屈从的方式接受了绿党作为思想和政治的先锋。这使得左翼失去了独自赢得多数的机会。
瓦根克内希特联盟指责其他左翼政党存在精英主义和新教育特权，称它们已被城市学术界主导，不再代表社会中的低收入阶层。该党强调国家团结，将“某地人”（指感到与特定国家和地区有联系的工人）与“任何地方人”（全球化精英）进行对比。该党强调传统的家庭价值观和地方认同，批评社会进步主义是市场自由主义政策的延伸，认为这些政策“削弱了社会凝聚力和过去为人们提供安全感和支持的重要相互联系”。

#### 可再生能源与核能
瓦根克内希特联盟还关注能源政策，认为仅靠可再生能源无法满足能源需求；该党建议除了可再生能源外，还应投资核电站。该党认为，尽管关心环境问题，但德国经济以工业为主，能源供应无法仅依靠可再生能源保障，某种程度上应该容忍传统燃料的使用。
瓦根克内希特批评朔尔茨内阁剥夺了德国经济对廉价俄罗斯天然气的依赖，却没有提供其他可负担得起的替代能源；同样，瓦根克内希特联盟批评欧盟的供暖法和计划禁售内燃机汽车，瓦根克内希特将这些政策描述为“对公民财富和财产的攻击；这些政策考虑不周、制定粗糙，在气候政策方面毫无用处”。该党反对绿色政治和绿色能源，认为这些是“盲目、杂乱的生态主义行动，让民众的生活成本更加昂贵，却对气候没有任何实际影响”。

#### 对中政策
瓦根克内希特联盟被描述为亲中国政党。该党也强烈支持中国共产党的经济和工业政策，称其为“管理国民经济的典范”。该党强烈批评德国军队参与中国南海问题，反对在该地区部署军舰，并呼吁进行谈判。

#### 欧盟与全球化
瓦根克内希特联盟对全球化和欧洲一体化持高度怀疑态度，批评欧盟容易受到游说团体影响，其决策体系不民主，并且经济上对低收入阶层不公平。
该党反对欧盟扩张，包括反对乌克兰加入欧盟，称乌克兰可能成为纳税人的“无底洞”。

#### 巴以冲突
在以色列与哈马斯的冲突中，瓦根克内希特将加沙地带描述为“露天监狱”。在2024年8月的一次采访中，她表示：“我将始终捍卫以色列的生存权。以色列确实有自卫权，尤其是面对哈马斯在10月的可怕袭击。但在加沙地带的破坏行动早已不再是自卫。”她还表示停火是必要的。

#### 俄罗斯与乌克兰
瓦根克内希特联盟的外交政策被认为是亲俄主义的，这一点遭到了部分人的批评，但瓦根克内希特否认了这一点。在2024年2月俄罗斯反对派政治人物阿列克谢·纳瓦尔尼去世时，瓦根克内希特评论道：“阿列克谢·纳瓦尔尼的早逝令人震惊。尽管目前仍不清楚普京的批评者死于何种原因，但有一点是明确的：纳瓦尔尼是今天俄罗斯专制体制的受害者。”
瓦根克内希特联盟也被描述为反北约。该党批评向乌克兰及其支持者提供武器，认为北约加剧了俄乌冲突。瓦根克内希特认为，战争是由“北约扩张主义”和“西方国家不愿响应普京的谈判意愿”所引发的；瓦根克内希特联盟拒绝对俄罗斯实施制裁，认为这些制裁会使工人阶级陷入经济困境。该党将北约描述为“军事主义、帝国主义的典范联盟”。2024年12月，瓦根克内希特宣布：“我谴责这场战争。”她认为“发动战争的政治人物，这同样适用于弗拉基米尔·普京[...]是罪犯”。
在2024年春季的两次采访中，瓦根克内希特将她呼吁的乌克兰与俄罗斯之间的和平谈判与一个提议相联系，即俄罗斯占领乌克兰地区的居民应在联合国监督下就其国籍进行公投。她还描述了和平协议可能的内容，她认为中国、土耳其或法国可以作为担保国，如果俄罗斯破坏和平协议，担保国承担向乌克兰提供安全保障或军事援助的义务。她还呼吁利用格哈德·施罗德与俄罗斯总统普京进行通话来促进谈判。2024年6月，她为瓦根克内希特联盟议员未出席乌克兰总统泽连斯基在德国联邦议会的演讲辩护，称乌克兰战争是北约和俄罗斯之间的“代理战争”。

#### 政治制度
2024年12月，德国联邦议院决定更好地保护联邦宪法法院免受政治攻击。为此，法院的结构（16名法官和两个参议院）被纳入基本法。多数政党（社民党、联盟党、绿党、自民党、左翼党）都投了赞成票，只有极右翼的选择党和左翼的瓦根克内希特联盟反对。
瓦根克内希特联盟认为执政党（即社民党）担心的是他们将在2025年联邦议院选举中受到惩罚，并表示将法院结构纳入基本法是“非民主的”。

## 政党结构

### 理事会
在该党的第一次会议上确定了理事会人选，莎拉·瓦根克内希特和阿米拉·穆罕默德·阿里被选为主席。。

### 各州协会
以下的州协会被建立：
| 州协会     | 主席                           | 建立时间      |
| ---------- | ------------------------------ | ------------- |
| 勃兰登堡州 | Robert Crumbach                | 2024年5月25日 |
| 萨尔州     | Astrid Schwamm Randolf Jobst   | 2024年3月22日 |
| 萨克森州   | Sabine Zimmermann Jörg Scheibe | 2024年2月24日 |
| 图灵根州   | Katja Wolf Steffen Schütz      | 2024年3月15日 |

## 外部連結
- 官方网站  （德語）
- 维基共享资源上的相關多媒體資源：莎拉·瓦根克內希特聯盟—理性和公正